# Верхний Студенец (Липецкая область)
Ве́рхний Студене́ц — село Задонского района Липецкой области. Центр Верхнестуденецкого сельского поселения.

## География
Село расположено между городами Липецком и Ельцом, недалеко от трассы Р-119 Тамбов — Орел.

## Топоним
Изначально в старинных документах имело название Стюденец. Название пошло от протекающего рядом ручья Студенец, вытекающему из холодного (студёного) ключа. Верхний — так как расположен в верховье ручья. В устье находилось другое, тоже достаточно старое село — Нижний Студенец, Патриаршее (ныне село Донское).

## История
Одно из старейших сел в округе, основано служилыми людьми в середине XVII века.
Верхний Студенец был населён в половине XVII века помещиками, детьми боярскими и другими служилыми людьми, а в 1670 году в нём была уже деревянная церковь во имя Николая Чудотворца.
Каменную же церковь во имя Николая Чудотворца в 1812 году построил князь Андрей Александрович Волконский (ок. 1750—1813), принадлежащий к Воронежской ветви князей Волконских, которые со времён Петра I получили свое поместье здесь.

## Население
| 1859 | 1897  | 2010 |
| ---- | ----- | ---- |
| 1117 | ↗1621 | ↘543 |

Если говорить о прошлом, то ранее большую часть населения села составляло сословие однодворцев, потомков служилых людей, детей боярских. Некоторые из верхнестуденецких однодворческих родов в начале XVIII века переселялись в соседнее Казино, а в следующий век несколько семейств переселялись в станицы Краснодарского Края.

## Известные уроженцы, жители
В селе Верхний Студенец родились русский инженер-генерал Дельвиг Андрей Иванович и герой Великой Отечественной войны Михаил Трубицын. 

## Инфраструктура
Личное подсобное хозяйство.
Основа экономики —  сельское хозяйство. 

## Достопримечательности
Церковь Николая Чудотворца.
Памятник Погибшим воинам.

## Транспорт
Село доступно автотранспортом, автобусное сообщение (на май 2022 года маршруты  120 и 135с).